# Telegramme
Telegramme (Telegrammi) op. 318 è un valzer di Johann Strauss II
Il 12 febbraio 1867 Johann Strauss condusse la prima esibizione del suo nuovo valzer nel Sofienbad-Saal al ballo dell'Associazione degli autori e dei giornalisti di Vienna, chiamato "Concordia" , a cui il lavoro è dedicato.
Per coloro che lo ascoltarono attentamente, osservarono che nell'introduzione, Strauss II ritrae (sebbene non così efficacemente come in quello del suo precedente valzer Telegraphische Depeschen op. 195) lo staccato toccando i tasti del telegrafo e la trasmissione del messaggio lungo i fili.
Il Wiener Zeitung il 19 febbraio disse: "Le ultime composizioni di ballo dei fratelli Strauss sono state appena pubblicate dal rivenditore di musica CA Spina, tra cui i due valzer di Johann Strauss II che sono stati accolti con un applauso così vivace, "Telegramme" e "An der schönen blauen Donau" [Il bel Danubio blu], il primo al Ballo del "Concordia", il secondo al "Wiener Männergesangverein's Carnival Song Program".
Il 10 marzo 1867, nel Volksgarten, si tenne il concerto annuale dell'Orchestra Strauss e vennero suonati tutti i nuovi pezzi di danza scritti dai fratelli Strauss per il carnevale di Vienna dell'anno in corso.
Johann II contribuì con sei delle venticinque composizioni: i valzer An der schönen blauen Donau (op. 314), Künstler-Leben (op 316) e Telegramme, e le polche Lob der Frauen (op. 315), Postillon d 'amour (op. 317) e Leichtes Blut (op. 318). Con questa straordinaria ondata di ispirazione melodica, il Re del Valzer e i suoi fratelli contribuirono a tentare di dissipare il disonore che continuò a pervadere Vienna dopo la sconfitta militare dell'Austria da parte della Prussia a Königgrätz l'anno precedente.